# إيرني بيكوك
إيرني بيكوك (بالإنجليزية: Ernie Peacock)‏ (11 ديسمبر 1924 ببرستل في المملكة المتحدة - 12 فبراير 1973 ببرستل في المملكة المتحدة) هو لاعب كرة قدم بريطاني في مركز نصف الجناح. لعب مع نادي بريستول سيتي ونوتس كاونتي ونادي ويموث ونادي تاونتون تاون ‏.